# کتی اودانل
کتی اودانل (انگلیسی: Cathy O'Donnell؛ ۶ ژوئیهٔ ۱۹۲۳ – ۱۱ آوریل ۱۹۷۰) یک هنرپیشه اهل ایالات متحده آمریکا بود بازیگری که در,بهترین سال‌های زندگی ما,بن هور (فیلم ۱۹۵۹),وفیلم نوآر,مانند داستان کارآگاه (فیلم ۱۹۵۱)آن‌ها در شب زندگی می‌کنند.

## اوایل زندگی
اُدانل با نام اصلی آن استیل در سیلوریا، آلاباما به دنیا آمد. پدرش، گریدی استیل معلم مدرسه بود و صاحب یک سینمای محلی بود. خانواده‌اش به گرینزبورو (آلاباما),وقتی هفت ساله بود، به,اکلاهما سیتی,

## مرگ
اودانل پس از مبارزه طولانی با سرطان درگذشت.

## گزیدهٔ فیلم‌شناسی
از فیلم‌ها یا برنامه‌های تلویزیونی که وی در آن نقش داشته‌است می‌توان به آثار زیر اشاره کرد.
- بهترین سال‌های زندگی ما (۱۹۴۶)
- داستان کارآگاه (فیلم ۱۹۵۱) (۱۹۵۱)
- مردی از لارامی (۱۹۵۵)
- بن هور (فیلم ۱۹۵۹) (۱۹۵۹)
- بونانزا (۱۹۶۴)